# Caitlin McCarthy
Caitlin McCarthy (Boulder, 1989) è un'attrice e produttrice cinematografica statunitense.

## Biografia
Originaria di Boulder, in Colorado, McCarthy inizia a recitare all'età di 4 anni, negli spettacoli organizzati dalla scuola elementare. A 15 anni, convince la madre Jan, il padre e la sorella maggiore Keeley a trasferirsi a Los Angeles per diventare un'attrice. Nel 2006, fonda la Part of the Art Productions, Inc., con l'intenzione di produrre, scrivere e dirigere film, e ottiene il ruolo di Caroline Krieger, personaggio ricorrente nel serial televisivo Watch Over Me.
È cintura nera di taekwondo. Prima di trasferirsi in California, ha frequentato la Summit Middle School e la Boulder High School. Nel marzo 2011, si è laureata in design al FIDM di Los Angeles.

## Filmografia

### Cinema
- Several Things Not Intended to Hurt You, regia di Christopher Jackson King (2004)

### Televisione
- Watch Over Me – serial TV, 51 puntate (2006-2007)
- Leaving Bliss – serie TV, episodio 1x01 (2009)
- The Kitchen – serie TV, episodio 9x13 (2016)

## Doppiatrici italiane
Nelle versioni in italiano dei suoi film, Caitlin McCarthy è stata doppiata da:
- Gea Riva in Watch Over Me.